# Detroit Metal City
Detroit Metal City (яп. デトロイト・メタル・シティ, кириліз.: Деторойто Метару Сіті) — комедійна манґа Вакасуґи Кімінори. Вперше з'явилась в 2005 році в журналі Young Animal. Продано понад 2 млн копій цього твору. 8 серпня 2008 року з'явилась 12-серійна OVA-адаптація серіалу, створена студією Studio 4°C. 23 серпня 2008 року відбулася прем'єра художнього фільму за мотивами серіалу. Режисер Ліі Тосіо. Назва серіалу походить від назви пісні американського гурту Kiss «Detroit Rock City».

## Сюжет
Головний герой — Соіті Неґісі, молодий музикант, який захоплюється поп-музикою. Через життєві обставини, він змушений грати роль соліста в глем-дез-метал групі Detroit Metal City, складати тексти «брутального вмісту», виступати на сцені в демонічному гримі та грати роль серійного вбивці та ґвалтівника. При цьому тексти і музика Соіті, які виконуються в його улюбленому жанрі, нікого не цікавлять, в той час, як DMC має величезну популярність.

## Медіа

### Манґа
Манґа публікувалася в японському журналі Young Animal з вересня 2005 по квітень 2010 року. Всього було створено 113 розділів, які були об'єднані в 10 томів, що були опубліковані видавництвом Hakusensha. Англійською мовою манґа опублікована видавництвом Viz Media. Китайською  — видавництвом Tong Li Publishing Co., Ltd.. Французькою  — видавництвом 12 Bis.

#### Список томів
| №  | Дата виходу       | ISBN                   |
| -- | ----------------- | ---------------------- |
| 1  | 29 травня 2006    | ISBN 978-4-592-14351-2 |
| 2  | 27 жовтня 2006    | ISBN 978-4-592-14352-9 |
| 3  | 27 квітня 2007    | ISBN 978-4-592-14353-6 |
| 4  | 29 листопада 2007 | ISBN 978-4-592-14354-3 |
| 5  | 28 березня 2008   | ISBN 978-4-592-14355-0 |
| 6  | 8 серпня 2008     | ISBN 978-4-592-14356-7 |
| 7  | 13 лютого 2009    | ISBN 978-4-592-14357-4 |
| 8  | 29 вересня 2009   | ISBN 978-4-592-14358-1 |
| 9  | 29 березня 2010   | ISBN 978-4-592-14359-8 |
| 10 | 29 липня 2010     | ISBN 978-4-592-14360-4 |

### OVA
8 серпня 2008 року з'явилась 12-серійна OVA-адаптація серіалу, створена студією Studio 4°C, де режисером виступив Наґахама Хіросі. Одна серія має тривалість 13 хвилин, та умовно поділена на дві частини.

#### Список серій
- 1-A — PV
- 1-B — SICK MURDERER
- 2-A — REAL LEGEND
- 2-B — SATAN
- 3-A — PIG
- 3-B — DRUG
- 4-A — FRUSTRATION
- 4-B — GOOD SONG
- 5-A — MASOCHIST
- 5-B — FAMILY
- 6-A — PUNK.1
- 6-B — PUNK.2
- 7-A — TOWER
- 7-B — CONFESSION
- 8-A — PROMISE
- 8-B — ALTERNATION
- 9-A — CINEMA.1
- 9-B — CINEMA.2
- 10-A — FAKE
- 10-B — DETROIT-MOE-CITY
- 11-A — HIP-HOP.1
- 11-B — HIP-HOP.2
- 12-A — EMPEROR.1
- 12-B — EMPEROR.2